# 阿扎瓦德

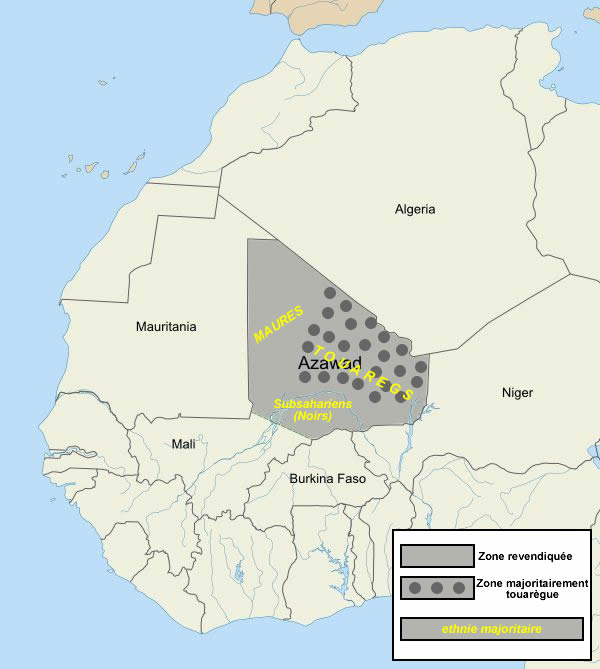
阿扎瓦德地图，据阿扎瓦德民族解放運動宣称的。暗灰色的点表示一个图阿雷格人多数的地区。西部主要居住由摩尔和南部的撒哈拉沙漠以南的人民。

阿扎瓦德（图阿雷格语：ⴰⵣⴰⵓⴷ，又作Azaouad）是马里共和国北部的一个地区，曾是一个未受国际普遍承认国家。2012年3月马里政变发生后，图阿雷格族武装阿扎瓦德民族解放运动趁机击败马里政府军队，控制了通布图、基达尔和加奥三座北部重镇及周边，以及莫普提区的一部分。2012年4月6日，阿扎瓦德民族解放运动在其官方网站上正式宣告独立，以通布图作为首都。5月26日，阿扎瓦德民族解放运动与伊斯兰组织伊斯兰卫士宣布协议，他们将合并成立一个伊斯兰国家。然后，后来阿扎瓦德民族解放运动退出了协议。之后阿扎瓦德民族解放运动与伊斯兰卫士发生持续冲突，6月27日，加奥战役后，阿扎瓦德民族解放运动被驱逐。2013年2月14日，阿扎瓦德民族解放运动宣佈放弃他们的独立要求，并要求与马里政府开始其未来地位以及區域自治的谈判。

## 名称
根据苏格兰探险家和科学家罗伯特·布朗研究，阿扎瓦德是一个阿拉伯语词从柏柏尔语“Azawagh”转变而来，它是一个干涸河流流域，包括尼日尔，马里东北部，西部和南部阿尔及利亚。它的名字翻译而来的意思为“游牧的土地”。

## 历史
历史上，这块土地上建立过加纳帝国，马里帝国和桑海帝国。摩洛哥人后来又探险来到此地。马西纳帝国于1826年开始控制廷巴克图，直到1856年。后法国侵入，成为法属苏丹一部分。1960年马里独立后，成为马里共和国一部分。自独立后，图阿雷格族不断进行起义争取独立。其中第一次为1962至1964年，第二次为1990至1995年，第三次为2012至2013年。

## 人口
该地区有桑海人、游牧的图阿雷格人等。